# شقار فرجيني
الشقّار الفرجيني نوع نباتي ينتمي إلى جنس الشقّار من الفصيلة الحوذانية.

## البيئة والانتشار
موطنه شمال شرق الولايات المتحدة الأمريكية وجنوب شرق كندا.